# Chatarra (cortometraje)
Chatarra es un cortometraje de ficción español rodado en 2004 y dirigido por Rodrigo Rodero.
Protagonizada por los actores Adolfo Fernández, Maru Valdivielso, Irene Escolar, Álex González, Joan Dalmau, Héctor Colomé y Eugenio Barona, la historia es una adaptación de la novela Chatarra del escritor sevillano Daniel Ruíz (Premio Tusquets de Novela ). Es el propio autor del relato el que firma el guion junto a Rodrigo Rodero.
Tras un prolífico recorrido a lo largo de festivales de cine nacionales e internacionales de todo el mundo, el cortometraje acumula numerosos premios y galardones entre los que destacan una preselección para los Óscar en 2006 o el Premio al Mejor Cortometraje Iberoamericano en el Festival Internacional de Cine de Cartagena de Indias (Colombia).

## Argumento
A finales de los años 70 y tras la aparición del cadáver de una niña en el río, la investigación policial tratará de esclarecer los hechos sucedidos en un pequeño pueblo minero mientras nos sumerge en la crónica de unos personajes oscurecidos por el sol y la mina.

## Premios
- Premio al Mejor Cortometraje Iberoamericano en el  Festival Internacional de Cine de Cartagena de Indias (Colombia).
- Premio Especial del Jurado al Mejor Thriller y Premio Kodak a la Mejor Fotografía Festival Internacional Worldfest de Houston

- Mención Especial del Jurado al Mejor cortometraje de ficción Festival Internacional de AUBAGNE (Francia)

- Premio del Público International Film Festival of Beijing (China)
- Premio RTVA al mejor Corto Andaluz Festival de Jerez
- Mejor Director Jutro Film Festival de Varsovia (Polonia)
- Premio Plácido del Público Festival Internacional Cine Negro de Manresa
- Premio Tatu al Mejor Guion Festival Internacional de Bahía (Brasil)
- Mejor Cortometraje Festival de Cine Pata Negra de Guijuelo
- Mejor Cortometraje Festival Internacional de Cortos de Torrelavega
- Mejor Cortometraje Español del Año. Premio Panorama SCIFE
- Mejor Cortometraje III Semana de Cine de Saldaña
- Mejor Cortometraje, Mejor Interpretación (Adolfo Fernández) y Premio del Público Festival DAFNE Villaviciosa de Odón
- Mejor Director Festival Internacional de Cine de Móstoles
- Mejor Cortometraje Castilla y León Festival de Medina del Campo
- Mejor Cortometraje Festival Thanatos de Écija
- Mejor Cortometraje Festival de Vélez-Málaga
- Mejor Película Festival de cortometrajes “Ciutat de Valls”
- Mejor Cortometraje Certamen Nacional de Bolaños
- Mejor Guion Festival Nacional de Estepona
- Mejor Guion Festival Estatal de cortometrajes de Calella
- Mejor Fotografía Festival de cortometrajes de Palafolls
- Mejor Cortometraje Festival Internacional U.E.M
- Mención Especial del Jurado Festival Internacional SEDICI CORTO (Italia)
- Premio del Público Festival de Cortometrajes de San Martín de la Vega
- Mejor cortometraje y Premio del Público Festival de cortometrajes de Parla
- Mejor Cortometraje Festival de Silos 2006
- Premio del Público Festival Cortometrajes Los Palacios Sevilla
- Mejor cortometraje Festival Santa Coloma
- Mejor Actor: Adolfo Fernández Festival Cortometrajes Laguardia
- Mejor Actor: Adolfo Fernández Festival DAFNE Villaviciosa de Odón
- Mejor Actor: Adolfo Fernández Festival L’Alfás del Pi
- Mejor Cortometraje Semana de cine de Cuenca
- Mejor Cortometraje Festival de Dunas de la Oliva (Fuerteventura)
- Mejor Cortometraje Festival de Cine Social de Sevilla